# Modelo estímulo-respuesta
El modelo estímulo-respuesta describe una unidad estadística en la que  cuantitativa a un estímulo cuantitativo administrado por el investigador. El objetivo de este tipo de investigación es establecer una función matemática relación f entre el estímulo x y el valor esperado (u otra medida de ubicación) de la respuesta y:
La respuesta de ha de ser procesada por el cerebro.
{\displaystyle E(y)=f(x)\,}
La forma más frecuente que asumen estas funciones es lineal, así que se espera ver una relación como esta:
{\displaystyle E(y)=\alpha +\beta x\,}
La teoría estadística de los modelos lineales se ha venido desarrollando durante más de cincuenta años, y su fruto ha sido una forma de análisis estándar llamada regresión lineal.